# Susanne Kessel

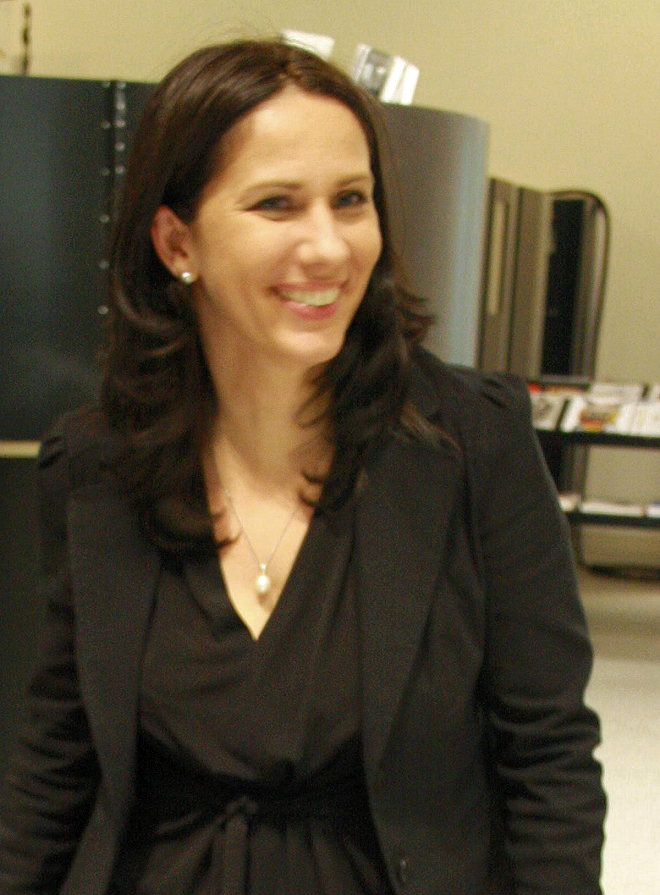
Susanne Kessel, 2012

Susanne Kessel (* 1970 in Bonn) ist eine deutsche Pianistin.

## Leben
Nach dem Abitur am Bonner Clara-Fey-Gymnasium absolvierte Susanne Kessel ihr Studium an der Musikhochschule Köln bei Pi-hsien Chen. Wichtige Anregungen erhielt sie zudem bei ihren Lehrern Peter Feuchtwanger, Aloys Kontarsky, Daniel Blumenthal und Roswitha Gediga (Hochschule für Musik Köln). 1993 war Susanne Kessel Preisträgerin des Dortmunder Schubert-Wettbewerbes. Es folgten weitere Wettbewerbs-Preise, beispielsweise 2004 der Musikpreis „MuSieca“ des Kulturministeriums NRW u. v. a.
Susanne Kessel verbindet mit vielen Musikern, Komponisten und Künstlern eine langjährige Zusammenarbeit. Sie spielte vielfach Uraufführungen von Werken, die ihr gewidmet sind oder die von ihr angeregt wurden. Im Jahr 2000 veranstaltete sie in Bonn zusammen mit dem Komponisten Michael Denhoff die Konzertreihe „Jahr100KlavierStücke“, bei der in 50 Konzerten mehr als 40 Pianisten die Klaviermusik des 20. Jahrhunderts im chronologischen Rückblick vorstellten.
Für den Kinofilm „Blueprint“ (Regie: Rolf Schübel, 2004) doubelte sie die Schauspielerin Franka Potente in der Doppelrolle einer weltberühmten Konzertpianistin.
Seit 2006 spielt Susanne Kessel im Duo Pianowaves mit dem amerikanischen Komponisten und Schlagzeuger Leon Milo. Ihr Repertoire beinhaltet Werke für Klavier, Schlagzeug und Elektronik. Sie spielten bereits zahlreiche Uraufführungen von Werken, die ihnen gewidmet sind.
2013 begann sie, Komponisten um ein Werk zu Beethovens 250. Geburtstag im Jahr 2020 zu bitten, wobei sie sich verpflichtete, jedes Werk selbst zu spielen. 2016 hatte sie 50 dieser Kompositionen schon uraufgeführt. Im selben Jahr erschien auch eine entsprechende Doppel-CD. Zwei weitere folgten.

## Diskographie
Insgesamt hat Kessel über dreißig CDs eingespielt.

### Auswahl
- John Cage: Indeterminacy – Oehms Classics (2012), Susanne Kessel & Joachim Król
- An Robert Schumann – obst-label (2010)
- Iceland – Oehms Classics (2008)
- Das Kalifornische Konzert (Originaltitel: Californian Concert) – Oehms Classics (2006)
- Seven – Septette des 20. Jahrhunderts. Feldman, Cage, Janáček, Denhoff, Strawinski. (2008) Confido
- ... es wehet ein Schatten darin... – obst-label (2006) Robert Schumann zum 150. Todestag
- Blueprint Original Soundtrack – BMG 2 CDs (2004)
- Sounds and Shadows – Klavierwerke von Michael Denhoff Confido (2002)
- John Cage – Into Silence – obst-label (1989–2002), John Cage zum 90. Geburtstag
- Piano Portrait – Arte Nova/BMG (2000)
- visions – obst-label (1999)
- Piacevole – Klavierwerke von Ludwig van Beethoven – Verlag Dohr (1996)
- regards – obst-label (1995)

## Filmografie
- 2003: Blueprint
- 2006: Black Book (Zwartboek)
- 2009: Wer ist John Maynard ?